# Béhen
Béhen és un municipi francès situat al departament del Somme i a la regió dels Alts de França. L'any 2007 tenia 435 habitants.

## Demografia

### Població

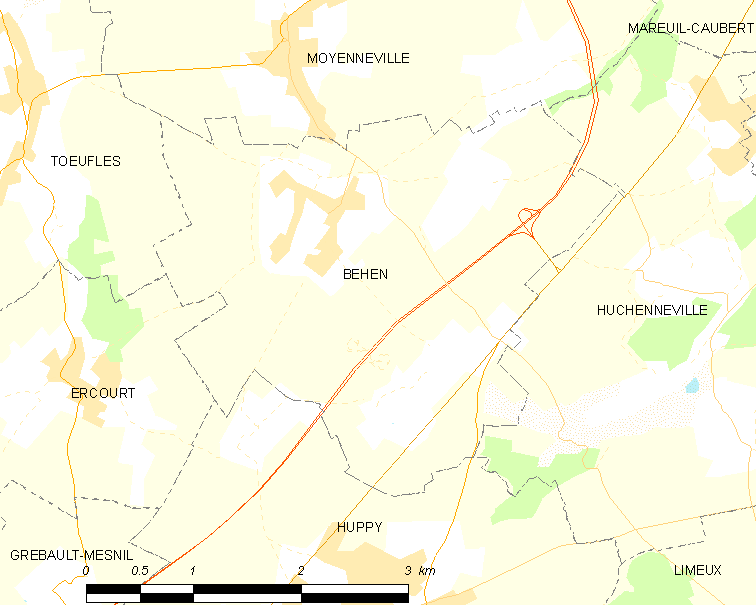

El 2007 la població de fet de Béhen era de 435 persones. Hi havia 164 famílies de les quals 32 eren unipersonals (12 homes vivint sols i 20 dones vivint soles), 64 parelles sense fills, 64 parelles amb fills i 4 famílies monoparentals amb fills.
La població ha evolucionat segons el següent gràfic:
Habitants censats

### Habitatges

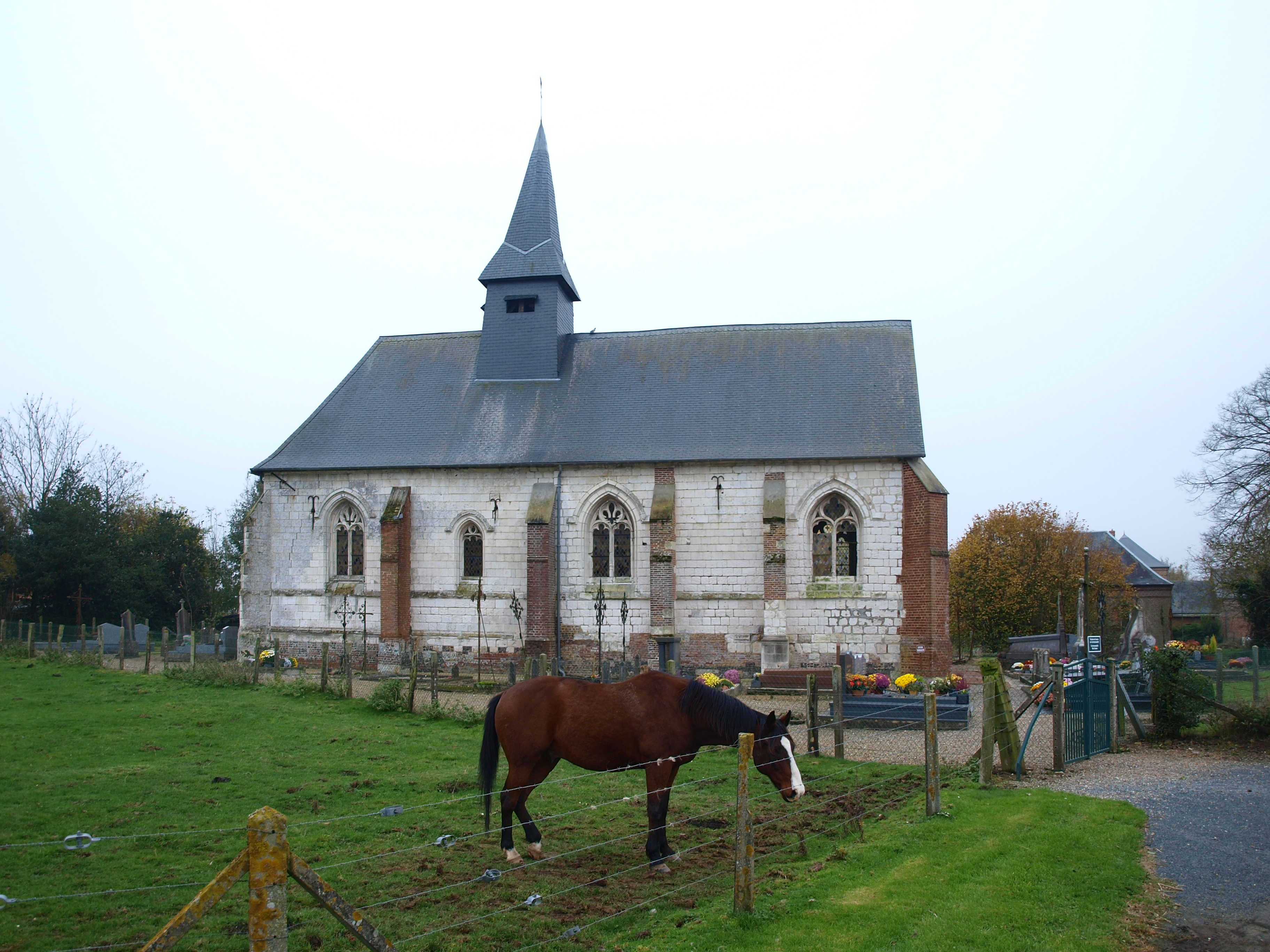

El 2007 hi havia 202 habitatges, 173 eren l'habitatge principal de la família, 12 eren segones residències i 17 estaven desocupats. 201 eren cases i 1 era un apartament. Dels 173 habitatges principals, 150 estaven ocupats pels seus propietaris, 21 estaven llogats i ocupats pels llogaters i 2 estaven cedits a títol gratuït; 1 tenia una cambra, 3 en tenien dues, 17 en tenien tres, 48 en tenien quatre i 104 en tenien cinc o més. 147 habitatges disposaven pel capbaix d'una plaça de pàrquing. A 66 habitatges hi havia un automòbil i a 90 n'hi havia dos o més.

### Piràmide de població

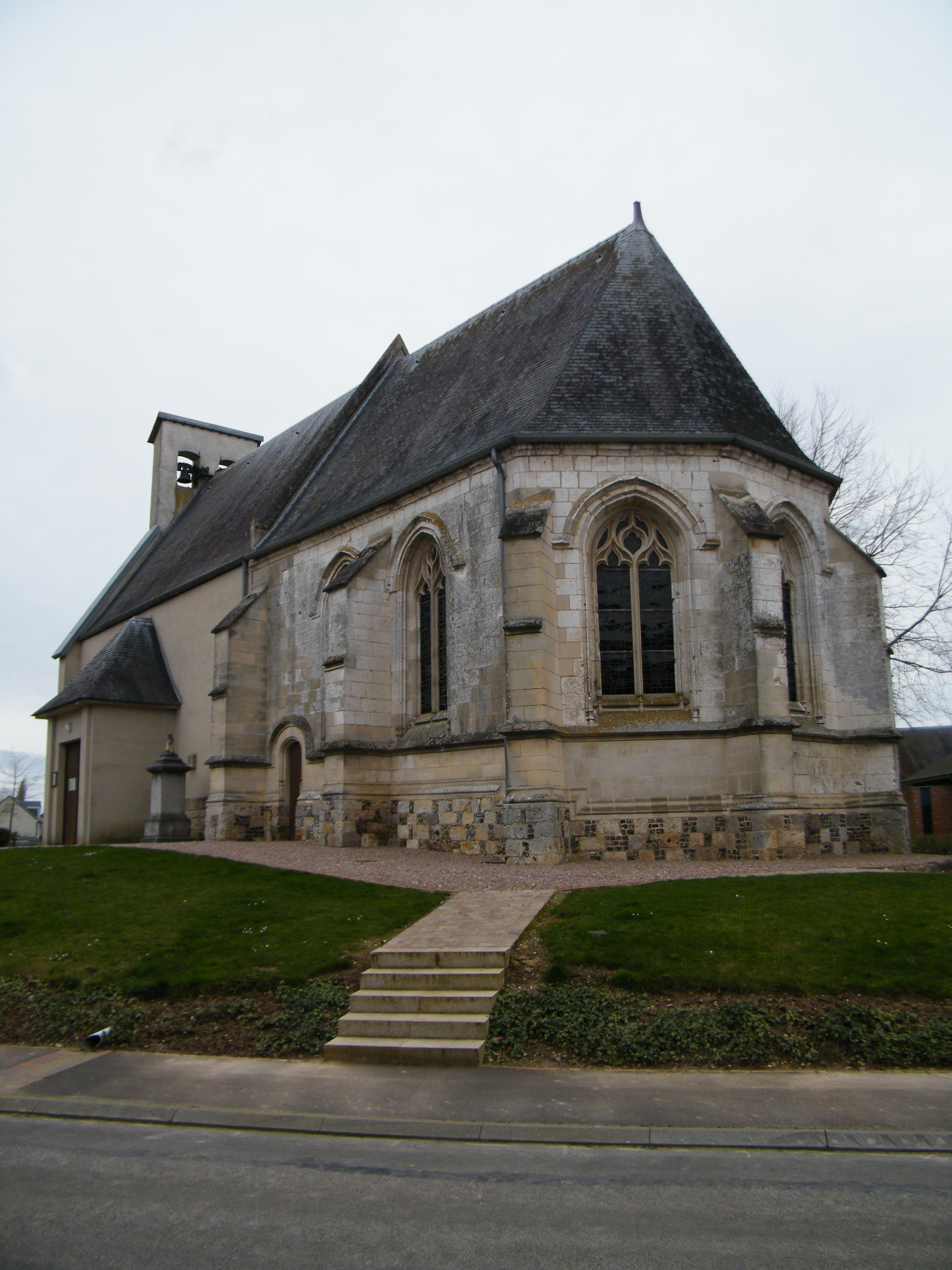

La piràmide de població per edats i sexe el 2009 era:
| Homes | Edats   | Dones |
| ----- | ------- | ----- |
| 0     | 95 o +  | 4     |
| 4     | 90 a 94 | 0     |
| 8     | 85 a 89 | 4     |
| 8     | 80 a 84 | 8     |
| 12    | 75 a 79 | 20    |
| 12    | 70 a 74 | 8     |
| 4     | 65 a 69 | 4     |
| 20    | 60 a 64 | 20    |
| 8     | 55 a 59 | 12    |
| 12    | 50 a 54 | 8     |
| 28    | 45 a 49 | 20    |
| 4     | 40 a 44 | 20    |
| 16    | 35 a 39 | 4     |
| 16    | 30 a 34 | 16    |
| 8     | 25 a 29 | 16    |
| 8     | 20 a 24 | 4     |
| 12    | 15 a 19 | 20    |
| 4     | 10 a 14 | 20    |
| 8     | 5 a 9   | 12    |
| 4     | 0 a 4   | 12    |

## Economia

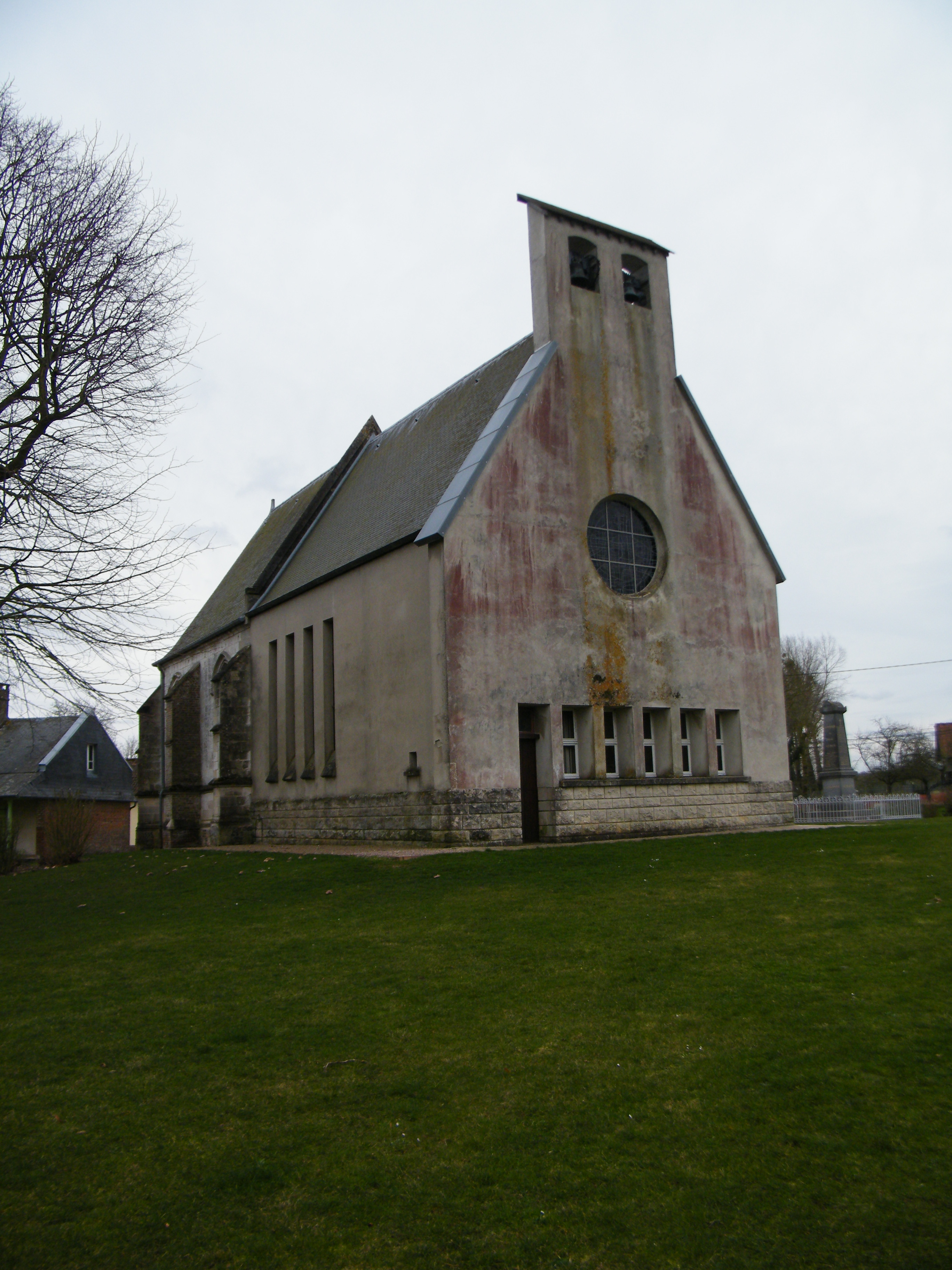

El 2007 la població en edat de treballar era de 286 persones, 219 eren actives i 67 eren inactives. De les 219 persones actives 203 estaven ocupades (105 homes i 98 dones) i 16 estaven aturades (7 homes i 9 dones). De les 67 persones inactives 23 estaven jubilades, 27 estaven estudiant i 17 estaven classificades com a «altres inactius».

### Ingressos
El 2009 a Béhen hi havia 184 unitats fiscals que integraven 464 persones, la mediana anual d'ingressos fiscals per persona era de 17.100 €.

### Activitats econòmiques
Dels 11 establiments que hi havia el 2007, 2 eren d'empreses extractives, 1 d'una empresa alimentària, 1 d'una empresa de fabricació d'altres productes industrials, 1 d'una empresa de construcció, 3 d'empreses de comerç i reparació d'automòbils, 2 d'empreses d'hostatgeria i restauració i 1 d'una empresa financera.
Dels 2 establiments de servei als particulars que hi havia el 2009, 1 era una lampisteria i 1 restaurant.
L'únic establiment comercial que hi havia el 2009 era una carnisseria.
L'any 2000 a Béhen hi havia 32 explotacions agrícoles que ocupaven un total de 600 hectàrees.

## Poblacions més properes
El següent diagrama mostra les poblacions més properes.